# Koło (Boguszów-Gorce)
Koło (niem. Kohlau) – część miasta Boguszowa-Gorców, położona w jego środkowej części, w widłach ulic Kilińskiego i Rzeźnianej.
Kohlau to dawne przedmieście Boguszowa. Od 1945 w Polsce. W latach 1945–72 wchodziło w skład miasta Boguszowa w powiecie wałbrzyskim w woj. wrocławskim. 
1 stycznia 1973 miasto Boguszów (z Kołem i Sobięcinem Górnym) włączono do nowo utworzonego miasta Boguszów-Gorce.